# Saray, Tekirdağ

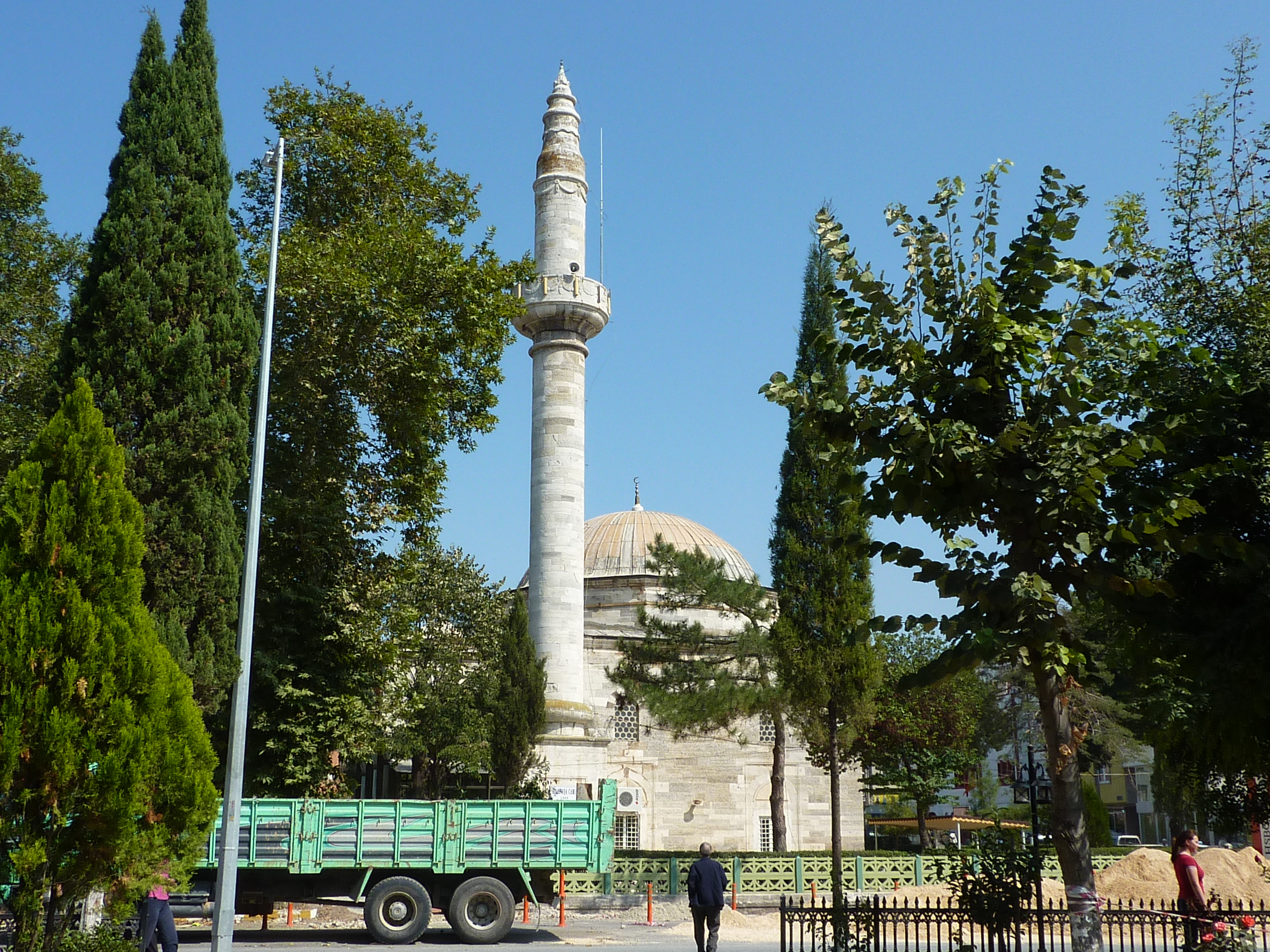
Ayas Paşa Mosque in Saray district

Saray là một huyện thuộc tỉnh Tekirdağ, Thổ Nhĩ Kỳ. Huyện có diện tích 612 km² và dân số thời điểm năm 2007 là 44540 người, mật độ 73 người/km².